# Enith Brigitha
Enith Sijtje Maria Brigitha (Willemstad, 15 april 1955) is een Nederlands voormalig zwemster. Ze is de eerste gekleurde vrouw die een Olympische medaille won voor Nederland.  Ze was na haar sportcarrière zweminstructrice in Diemen en Almere.

## Biografie
Brigitha is geboren op Curaçao en leerde zwemmen in zee. Haar zwemcarrière begon op 11-jarige leeftijd als jongste deelneemster aan de Koninkrijksspelen. Ze kwam op vijftienjarige leeftijd naar Amsterdam met haar moeder en vier broers. Daar ging ze werken als verkoopster in een Amsterdams warenhuis en zwemmen bij zwemvereniging Het Y.
In 1972 was ze de eerste Nederlandse zwemster die de 100 meter vrije slag aflegde binnen een minuut. Van 1972 tot en met 1979 was ze de beste zwemster van Nederland. Ze was niet alleen een vrijeslagzwemster maar presteerde ook op de rugslag, vlinderslag en wisselslag. In totaal behaalde ze 21 nationale zwemtitels.
Ook internationaal behoorde ze tot de top. Bij de Wereldkampioenschappen zwemmen in 1973 en 1975 haalde ze in totaal eenmaal zilver (op de 200 meter rugslag) en viermaal brons. Steeds moest ze daarbij zwemsters uit Oost-Duitsland voor zich dulden, waarvan later zou blijken dat die doping hadden gebruikt om hun topprestaties te kunnen leveren.
Brigitha deed namens Nederland mee aan de Olympische Zomerspelen van 1972 (in München) en die van 1976 (in Montreal). Bij de Spelen in Montreal haalde ze bronzen medailles op de 100 meter en 200 meter vrije slag; Kornelia Ender uit Oost-Duitsland behaalde op beide afstanden het goud. Brigitha beschouwde de derde plaats op de 100 meter (in 56.65 sec.) als de mooiste prestatie uit haar carrière. Ze was de eerste gekleurde zwemmer die olympische medailles behaalde.
Brigitha werd in 1973 en 1974 uitgeroepen tot Sportvrouw van het jaar. In 1979 werd ze benoemd tot Ridder in de Orde van Oranje-Nassau.
In 2016 maakte Andere Tijden Sport portretten van Brigitha en Ender in de aflevering Zwemmen tegen de bierkaai. Ze ontmoetten elkaar en konden voor het eerst vrijelijk met elkaar praten. Dat was de Oost-Duitse tijdens hun sportloopbaan door de DDR-autoriteiten niet toegestaan.
In september 2017 verscheen haar levensverhaal in boekvorm: Enith Brigitha. Zwemmen in de schaduw van doping. In dat jaar werd ook de Black Achievement Award in de categorie Sport aan haar toegekend.

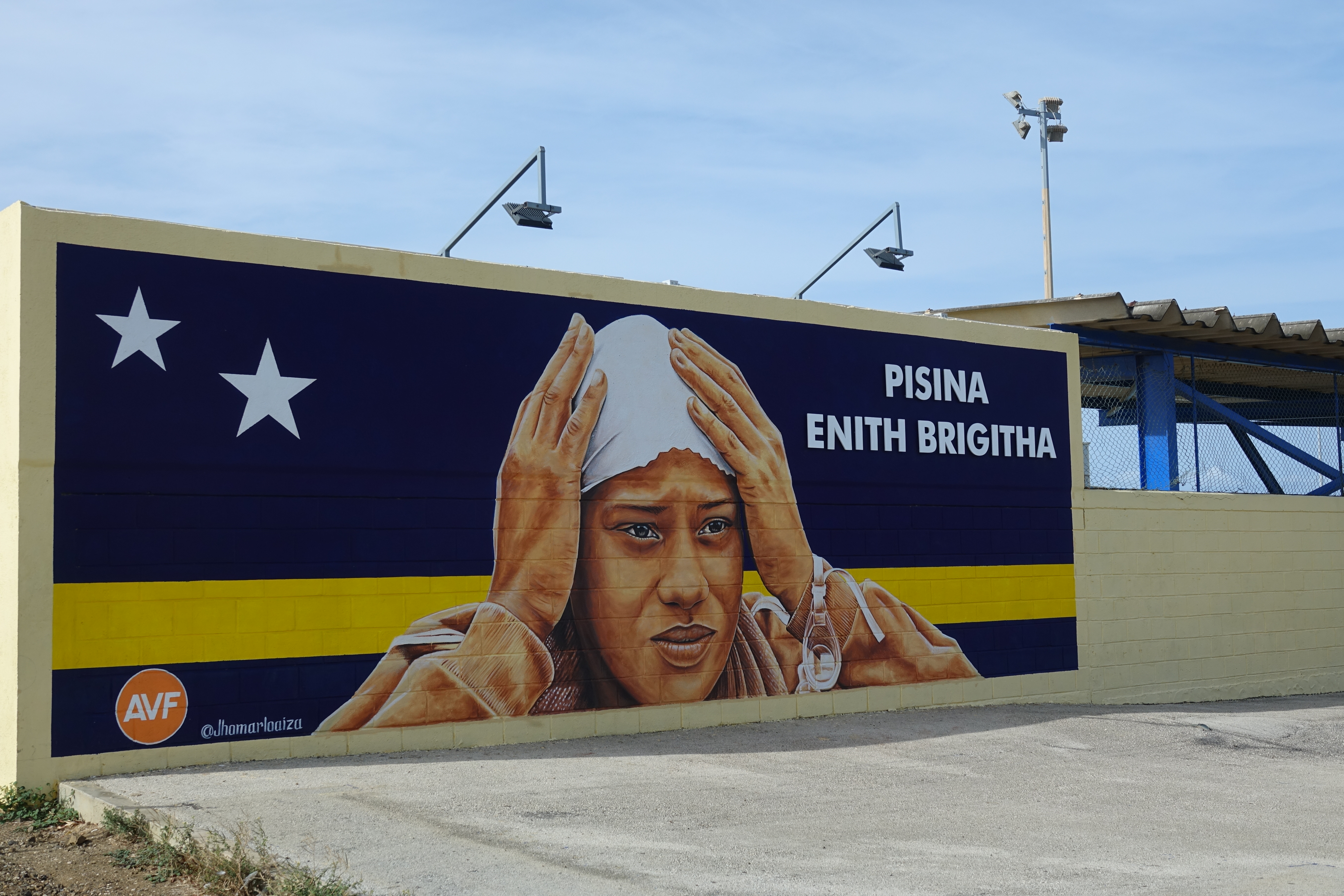
Portret door Jhomar Loaiza, Sentro Deportivo Kòrsou

Op 24 oktober 2020 werd bij het SDK-stadion in Curaçao een muurschildering onthuld met een portret van Enith Brigitha, gemaakt door Jhomar Loaiza.

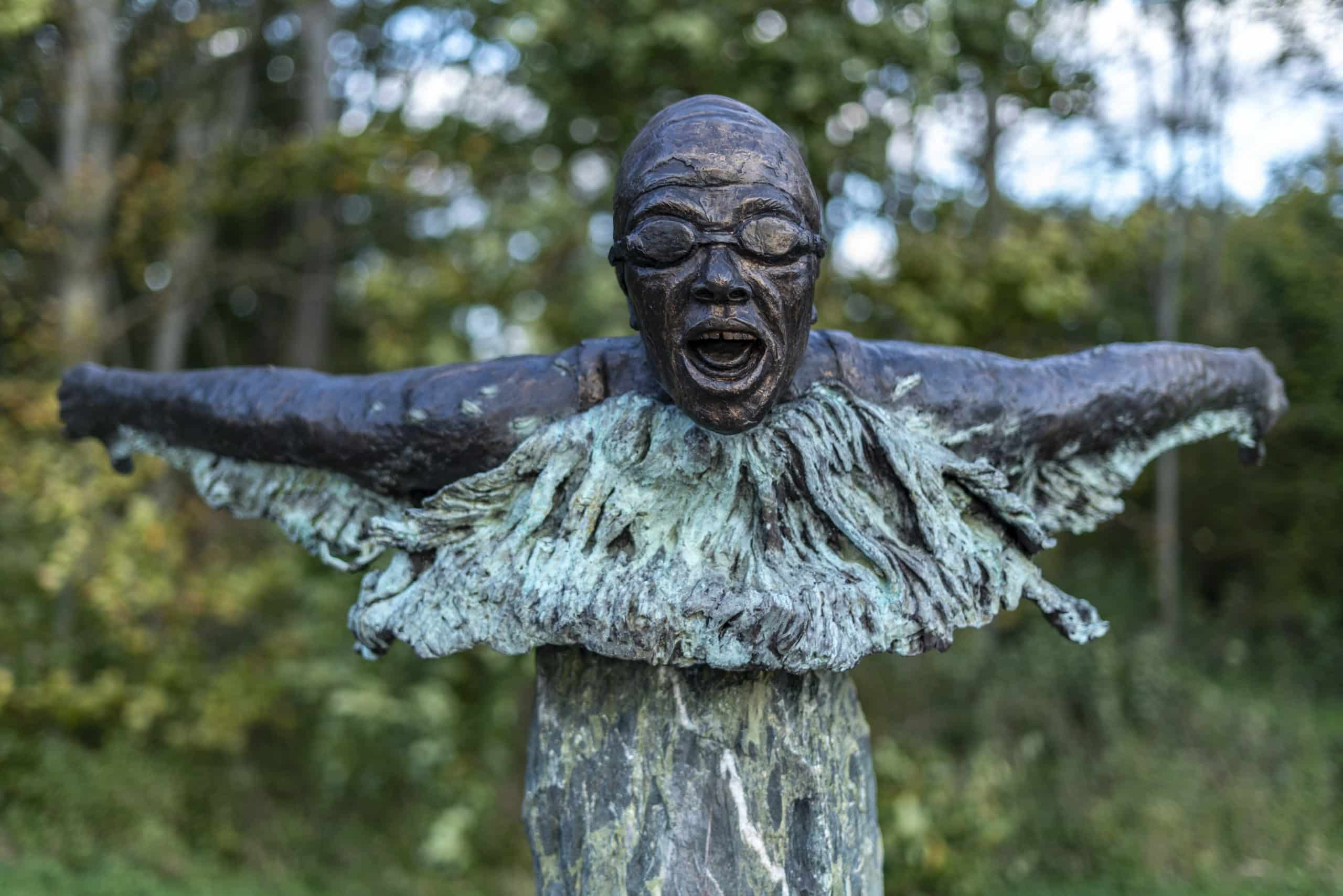
Beeld van Patrick Mezas

Een standbeeld voor Brigitha is op 15 oktober 2022 geplaatst in het Lumièrepark aan het Weerwater in Almere. Dit is eerste kunstwerk ter ere van een gekleurde vrouw in Nederland. Het kwam tot stand na een crowdfundingactie en werd gemaakt door beeldend kunstenaar Patrick Mezas.